# St. Thomas Municipal Airport
St. Thomas Municipal Airport är en flygplats i Kanada.   Den ligger i countyt Elgin County och provinsen Ontario, i den sydöstra delen av landet, 500 km sydväst om huvudstaden Ottawa. St. Thomas Municipal Airport ligger 233 meter över havet.
Terrängen runt St. Thomas Municipal Airport är platt. Närmaste större samhälle är St. Thomas, 6,2 km väster om St. Thomas Municipal Airport. 
Trakten runt St. Thomas Municipal Airport består till största delen av jordbruksmark. Runt St. Thomas Municipal Airport är det ganska glesbefolkat, med 28 invånare per kvadratkilometer.